# Shokufeh
Shokufeh (persisch شكوفه; DMG: Šokūfeh; deutsch: „Blüte“) war eine persischsprachige Frauenzeitschrift.
Nach dem Erscheinen der ersten persischsprachigen Frauenzeitschrift Danesh (1910–1911) in Teheran folgte 1913 mit der Gründung der Shokufeh das nächste persische Presseorgan nur für Frauen. Die Herausgeberin war Maryam Amid Mozayen ol-Saltaneh, die Tochter von Aqa Mirza Sayyed Razi Ra’is al-Atebba, einem hochrangigen medizinischen Berater am Qajarenhof.
Mozayen ol-Saltaneh gründete fast zeitgleich die Iranische Frauengesellschaft Anjoman Khavatin Irani, deren Ziele sie in der Shokufeh veröffentlichte. Sie trat insbesondere für die Förderung iranischer Produkte und der Industrie sowie für die der Bildung, Wissenschaft und Kunst unter Frauen ein.
Zu Anfang beschäftigte sich die Zeitschrift vorwiegend mit Themen wie Gleichberechtigung, Bildung, Erziehung, Hygiene und Moral. Im Zuge der Arbeit der Iranischen Frauengesellschaft wurden die Themen zunehmend politischer, wobei vor allem die nationale Unabhängigkeit und die Rolle der Frau hierbei thematisiert wurden. Shokufeh erhob den Anspruch, sich nicht in die politische Sphäre der Männer einzumischen, was ihr aber nicht immer gelang, weshalb die Zeitschrift in den Blick der Zensur geriet.
Nach dem Tod der Herausgeberin 1919 wurde das Erscheinen der Zeitschrift eingestellt.